# إريكو تامورا
إريكو تامورا (باليابانية: 田村英里子؛ بالكانا: たむら えりこ) هي مغنية وممثلة يابانية، ولدت في 16 يناير 1973 في هيتاتشي-ناكا في اليابان.

## وصلات خارجية
- الموقع الرسمي
- إريكو تامورا على موقع IMDb (الإنجليزية)
- إريكو تامورا على موقع ألو سيني (الفرنسية)
- إريكو تامورا على موقع ميوزك برينز (الإنجليزية)
- إريكو تامورا على موقع أول موفي (الإنجليزية)
- إريكو تامورا على موقع قاعدة بيانات الأفلام السويدية (السويدية)
- إريكو تامورا على موقع أول ميوزيك (الإنجليزية)
- إريكو تامورا على موقع ديسكوغز (الإنجليزية)
- إريكو تامورا على موقع قاعدة بيانات الفيلم (الإنجليزية)
- إريكو تامورا على موقع كينوبويسك (الروسية)
- إريكو تامورا على موقع ANN person (الإنجليزية)